# 大阪市立春日出中学校
大阪市立春日出中学校（おおさかしりつ かすがでちゅうがっこう）は、大阪府大阪市此花区にある公立中学校。

## 概要
此花区の南東部を校区とする。大阪市立此花第一中学校として1947年に開校した。

## 沿革
学制改革に伴い、此花区で最初の新制中学校となる大阪市立此花第一中学校を1947年に現在地に設置した。校地は旧大阪市春日出国民学校（1947年廃校）のものを転用している。開校当初は此花区で唯一の新制中学校で、此花区全域を校区としていた。
その後、1949年には大阪市立此花第二中学校（現在の大阪市立梅香中学校）を分離している。また、同年には大阪市立春日出中学校へと改称をおこなった。
1961年には、大阪市立此花第三中学校（のちの大阪市立此花中学校）の開校に伴い、春日出中学校を進学先としていた大阪市立四貫島小学校の通学区域を梅香中学校に編入した。
2010年代に入ると、大阪市立島屋小学校において児童数の増加が見込まれるようになったため、小学校の通学区域変更に合わせて、梅香中学校の通学区域であった春日出南3丁目2番・3番を2011年に春日出中学校へ変更した。

### 年表
- 1947年4月1日 - 大阪市立此花第一中学校として創立。
- 1949年1月14日 - 校歌制定。
- 1949年4月1日 - 大阪市立此花第二中学校（大阪市立梅香中学校）を分離。
- 1949年5月1日 - 大阪市立春日出中学校と改称。
- 1950年9月 - ジェーン台風で校舎被災。
- 1961年4月1日 - 大阪市立四貫島小学校の進学先中学校を春日出中学校から梅香中学校に変更。
- 1961年 - 第2室戸台風で校舎被災。
- 1963年4月1日 - 養護学級設置。
- 1976年11月22日 - 体育館完成。
- 2011年4月1日 - 春日出南3丁目の一部の通学区域を梅香中学校から春日出中学校に変更。

## 通学区域
- 大阪市立西九条小学校、大阪市立梅香小学校、大阪市立春日出小学校の通学区域。

## 出身者
- 濱口優 - お笑いタレント（よゐこ）
- 有野晋哉 - お笑いタレント（よゐこ）
- 行澤久隆 - 元プロ野球選手
- 草川祐馬 - 俳優、歌手
- 本田博 ｰ 工学者、科学技術者・エコノミスト (Global Scientist, Engineer and Economist)
- 増田陸 - プロ野球選手（読売ジャイアンツ）
- RENA - 格闘家

## 交通
- 大阪環状線・桜島線（JRゆめ咲線）、阪神なんば線 西九条駅 南西へ約1km。
- 阪神なんば線 千鳥橋駅 南へ約900m。
- 大阪シティバス 梅香3丁目バス停。